# Hatertita
L'hatertita és un mineral que pertany al grup de la al·luaudita. Va ser anomenat l’any 2012 per L.P. Vergasova, S.K. Filatov, D.S. Rybin, S.V. Krivovichev, S.N. Britvin i V.V. Ananiev en honor del professor Frederic Hatert de la Universitat de Lieja (Bèlgica), per les seves contribucions a la cristal·loquímica i mineralogia dels minerals del grup de l'al·luaudita. L’hatertita és l’anàleg de ferro de la magnesiohatertita.

## Característiques
La hatertita és un mineral de fórmula química Na₂(Ca,Na)(Fe3+,Cu)₂(AsO₄)₃. Cristal·litza en el sistema monoclínic.

## Formació i jaciments
S'ha descrit només a la seva localitat tipus, al volcà Tolbàtxik de Kamtxatka (Rússia), on s'ha descrit associat a urusovita, tenorita, silvita, ponomarevita, piypita, lammerita, johil·lerita, hematites, filatovita, euclorina, dolerofanita i bradaczekita.